# Pavement
Pavement va ser una banda nord-americana de rock alternatiu dels anys 90. Procedents de Stockton, Califòrnia van publicar una constant cadena d'àlbums, senzills i EP's des de la seva formació el 1989 fins a la seva desaparició el 1999. El seu disc Slanted and Enchanted de 1988 és considerat un dels millors de final del segle xx.

## Discografia

### Àlbums
- Slanted and Enchanted (1992)
- Crooked Rain, Crooked Rain (1994)
- Wowee Zowee (1995)
- Brighten the Corners (1997)
- Terror Twilight (1999)

### EPs
- Slay Tracks (1933-1969) (1989)
- Demolition Plot J-7 (1990)
- Perfect Sound Forever EP (1991)
- Watery, Domestic (1992)
- Rattled by la Rush (1995)
- Pacific Trim (1996)
- Shady Lane EP (1997)
- Spit on a Stranger (1999)
- Major Leagues EP (1999)

### Singles
- Summer Babe (1992)
- Trigger Cut (1992)
- Cut Your Hair (1994)
- Haunt You Down (1994)
- Gold Soundz (1994)
- Range Life (1995)
- Dancing with the Elders (compartit amb Medusa Cyclone) (1995)
- Father to a Sister of Thought (1995)
- Give It a Day (1996)
- Shady Lane Pt. 1 (1997)
- Shady Lane Pt. 2 (1997)
- Stereo (1997)
- Carrot Rope Pt. 1 (2000)
- Carrot Rope Pt. 2 (2000)